# 55 Water Street
55 Water Street ist ein 209,4 Meter hoher Wolkenkratzer im Stadtbezirk Manhattan in New York City, USA. Er ist mit 341.697 m² Nutzfläche das flächenmäßig größte in Privatbesitz befindliche Bürogebäude der Stadt.

## Lage
Der Büroturm 55 Water Street befindet sich am East River im Financial District im äußersten Süden der Insel Manhattan. Er nimmt einen aus einst vier Blöcken gebildeten sogenannten Superblock ein, der von der Water Street im Nordwesten, der Old Slip im Nordosten, der South Street und dem Parkway FDR Drive im Südosten und der Coenties Slip im Südwesten begrenzt wird. Die Coenties Slip ist heute zwischen der 55 Water Street und dem Nachbargebäude 125 Broad Street ein öffentlicher Platz mit dem Gedenkpark Vietnam Veterans Plaza (früher Jeannette Park). In unmittelbarer Nähe befinden sich am East River auf dem ehemaligen Pier 6 der Hubschrauberlandeplatz „HeliNY – Downtown Manhattan Heliport“, der Fähranleger Pier 11/Wall Street der NYC Ferry und die Staten Island Ferry. Gemeinsam mit seinen Nachbargebäuden, darunter 32 Old Slip, prägt der Turm die östliche Skyline von Downtown Manhattan.

## Beschreibung
Das 1972 vollendete Bauwerk besteht aus einem 209,4 m hohen Wolkenkratzer mit 53 Stockwerken und einem rechtwinklig angefügten 15-stöckigen Flügel an der Water Street. Der „North Building“ genannte Flügel besitzt auf der Seite zum East River hin eine geneigte Fassade, davor liegt ein erhöhter öffentlicher begrünter Platz, der als „Elevated Acre“ bekannt ist. Das von Emery Roth & Sons geplante Gebäude nimmt mit Stand 2024 zusammen mit den Wolkenkratzern 277 Park Avenue und The Beekman Hotel & Residences den 92. Platz der höchsten Gebäude in New York City ein. Nach seiner Eröffnung war es das flächenmäßig größte Bürogebäude der Welt und ist bis heute noch das flächenmäßig größte Gebäude in New York City. Als markantes Merkmal in der Skyline von Lower Manhattan macht es vor allem durch seine gelbgestreifte Fassade auf sich aufmerksam. 
1968 projektiert, begannen die Bauarbeiten zur Errichtung des Wolkenkratzers im Jahr 1969. Das Richtfest feierte man am 18. Juni 1971 nach dem Erreichen seiner endgültigen Höhe und er wurde Anfang 1972 nach seiner Fertigstellung von den Mietern bezogen. Das Gebäude wurde von 2003 bis 2005 unter der Leitung des Architekturbüros Kohn Pedersen Fox (KPF) renoviert. Ebenfalls bis 2005 erfuhr der Elevated Acre eine Neugestaltung unter anderem mit einer Vielzahl von Bepflanzungen, einer mehrstufigen Terrasse und dem Restaurant „Sky55“. Mit den erfolgten energiesparenden Renovierungen erwarb das Gebäude bei der Nachhaltigkeit 2017 erstmals das LEED Gold-Zertifikat. Die 55 Water Street erhielt 2019 mit „10041“ eine eigene Postleitzahl (ZIP Code).
Kulturell war der Büroturm mit der Vietnam Veterans Plaza ein Drehort in der Filmkomödie Ein Chef zum Verlieben (orig.: „Two Weeks Notice“) mit Hugh Grant und Sandra Bullock. Des Weiteren richtete das Whitney Museum of American Art von 1973 bis 1983 in dem Gebäude ein Zweigstelle ein.

## Elevated Acre
Der Elevated Acre ist eine öffentliche in Privatbesitz befindliche Parkanlage. Sie liegt etwa 9,1 m über dem Straßenniveau und ist einer der wenigen erhöhten öffentlichen Räume in Privatbesitz (POPS: privately owned public space) in New York City. Der Park ist direkt von den Gebäuden, einem Lift in der Lobby sowie von der Water Street über vier Rolltreppen und eine Treppe erreichbar, die sich zwischen den beiden Gebäudeflügeln befinden. Der Platz umfasst ungefähr 3700 m² (0,92 Acres). Unter der Parkanlage befindet sich ein Parkhaus.
Der Elevated Acre entstand gleichzeitig mit dem Wolkenkratzer und hatte anfangs eine sehr geringe Ausstattung außer einer Reihe von gebogenen Backsteinmauern, einigen Bänken und Bäumen. In den 2000er Jahren wurde das Elevated Acre nach Entwürfen von Rogers Marvel Architects und dem Architekten Ken Smith renoviert und 2005 wiedereröffnet. Seitdem enthält der Park eine Vielzahl von Bepflanzungen, Gräsern und eine große Wiese sowie eine als Amphitheater nutzbare mehrstufige Terrasse, Sitzgelegenheiten, eine Promenade aus brasilianischem Hartholz und an einer Ecke der Parkanlage einen kleinen Turm mit programmierbaren LED-Leuchten als Laterne, die nachts auf den Park aufmerksam macht.

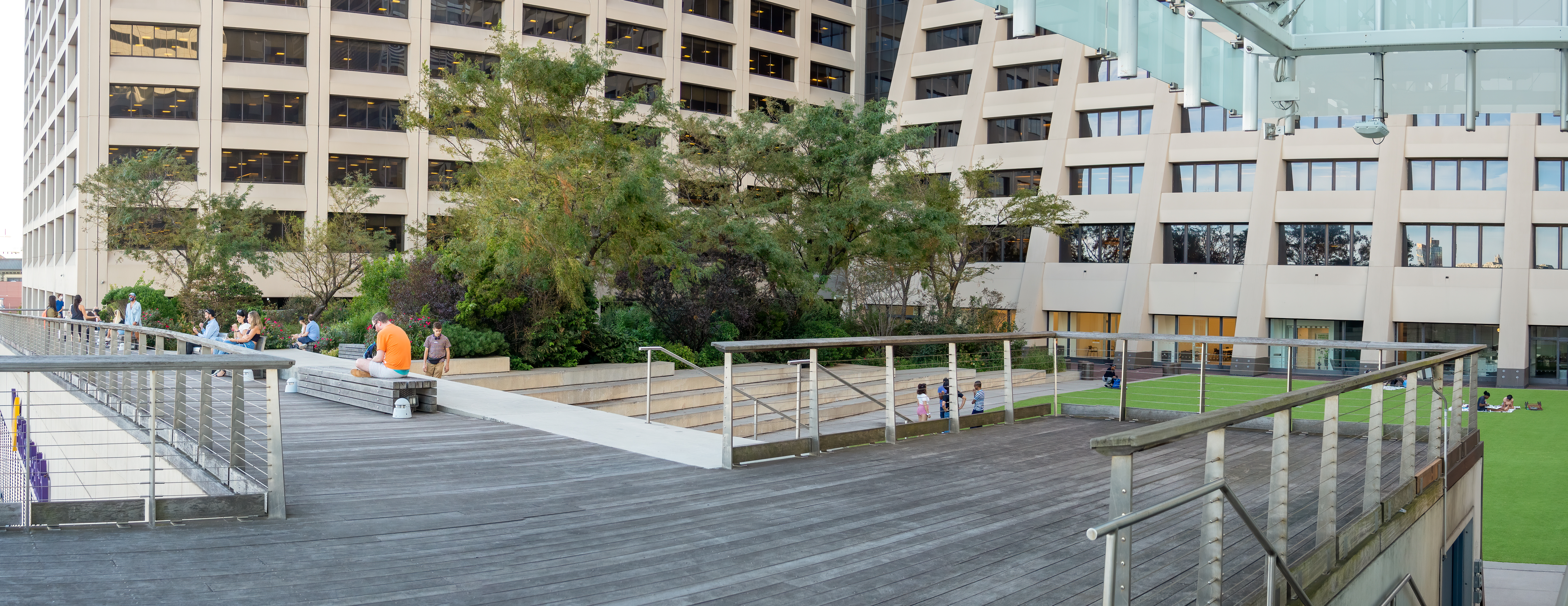
Elevated Acre

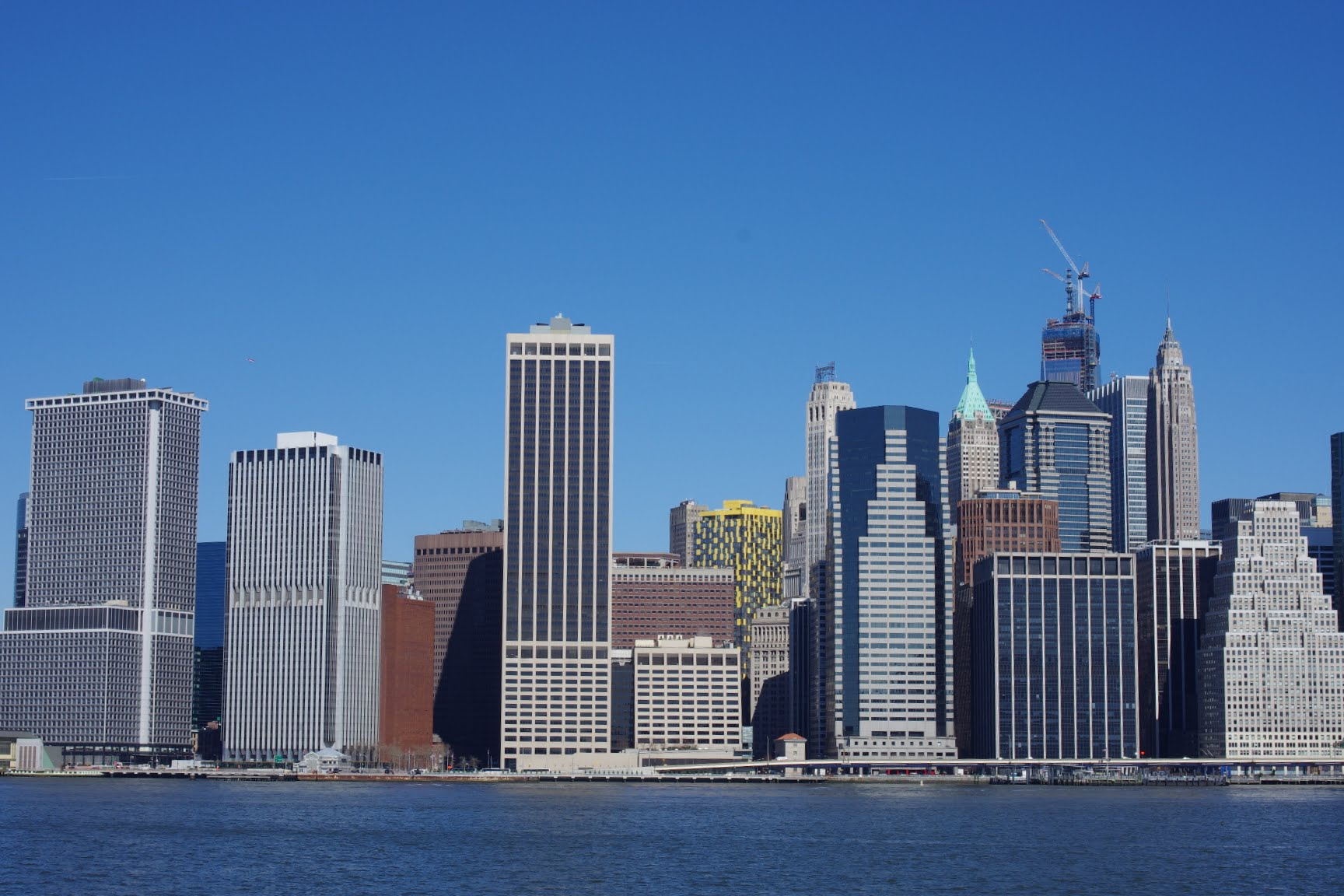
55 Water Street (Mitte) als Teil der Skyline von Downtown Manhattan